# Ла-Палома (Дурасно)
Ла-Палома (исп. La Paloma) — населённый пункт в центральной части Уругвая, в департаменте Дурасно.

## География
Расположен в 78 км к северу от города Саранди-дель-Йи, в 145 км к северо-востоку от города Дурасно и в 290 км от столицы страны, города Монтевидео. Станция на железнодорожной ветке, идущей от Саранди-дель-Йи на север департамента, расположена в 3 км к востоку от Ла-Палома. Абсолютная высота — 70 метров над уровнем моря.

## История
Ла-Палома была основана 12 декабря 1884 года. 3 мая 1984 года получила статус села (Pueblo) постановлением № 15.542.

## Население
Население по данным на 2011 год составляет 1443 человека.
| Год  | Население |
| ---- | --------- |
| 1963 | 1539      |
| 1975 | 1554      |
| 1985 | 1242      |
| 1996 | 1373      |
| 2004 | 1547      |
| 2011 | 1443      |

Источник: Instituto Nacional de Estadística de Uruguay